# Alchemilla hirsutopetiolata
Alchemilla hirsutopetiolata é uma espécie de rosácea do gênero Alchemilla, pertencente à família Rosaceae.